# الجمعية التونسية للنساء الديمقراطيات
الجمعية التونسية للنساء الديمقراطيات هي جمعية نسائية في تونس ظهرت في الثمانيات، وتجمع في صلبها نخبة من النساء ذوات الحساسية اليسارية والعلمانية. ترأسها سعيدة راشد.

## ظهورها
تعود الجذور الأولى لهذه الجمعية إلى أواخر السبعينات عندما تجمع عدد من المثقفات في نادي الطاهر الحداد بالعاصمة التونسية لتدارس بعض القضايا المتعلقة بالمرأة. ثم أصدرن في أفريل/نيسان 1985 مجلة نساء التي صدر منها حتى مارس/ آذار 1987 : ثمانية أعداد. وطورن عملهن بعد ذلك من خلال تأسيس الجمعية التونسية للنساء الديمقراطيات التي حصلت على تأشيرة العمل القانوني في 6 أوت/آب 1989.

## أهدافها
تعمل جمعية النساء الديمقراطيات على تحقيق عدد من الأهداف:
- إلغاء كل مظاهر التميز ضد المرأة؛
- توعية النساء بحقوقهن والدفاع عن مكاسبهن
- العمل على تغيير المنطق الأبوي السائد ثقافيا
- تحقيق المواطنة الكاملة للمرأة.

## قيادتها
- تأثرت توجهات هذه الجمعية بالموقع الاجتماعي المرموق لمناضلاتها إذ تشتغل أغلبهن في المهن الحرة من محاماة وطب وفي الصحافة والجامعة. وقد انعكس ذلك على هيئتها المسيرة ومن بين من ترأسها الجامعية خديجة الشريف والمحامية بشرى بالحاج حميدة والطبيبة أحلام بلحاج.
- تتركب الهيئة التي أفرزها المؤتمر السابع للجمعية المنعقد في جوان/حزيران 2006 من العناصر التالية:

الرئيسة : خديجة الشريف؛ الكاتبة العامّة : سعيدة قراج؛ أمينة المال : صفية فرحات؛ العلاقات الخارجيّة : حفيظة شقير؛ الإعلام : كوثر عبّاس؛ الصحّة : حياة ورتاني؛ الشؤون القانونيّة : سعاد محمود؛ الشغل : وسيلة عيّاشي؛ التربية والثقافة : رجاء الدهماني.
- وفي المؤتمر الثامن المنعقد بين 28 و30 نوفمبر 2008 انتخبت على رأس الجمعية: سناء بن عاشور.
- تترأسها حاليا سعيدة راشد. وقد ترأستها في السابق أحلام بالحاج.

## نشاطها ومواقفها
- عقدت الجمعية إلى الآن سبع مؤتمرات انعقد آخرها في الفترة بين 9 و11 جوان/حزيران 2006 وكان تحت شعار «لا مواطنة دون مساواة ولا ديمقراطية في غياب الحريات». وهو ما يعكس مواقفها السياسية.
- أعربت من جهة أخرى عن معارضتها لمشروع «عمل النساء نصف الوقت»، وأصدرت في هذا الشأن بيانا بتاريخ 22 أفريل / نيسان 2006.
- بقيت هذه الجمعية نخبوية نتيجة التركيبة المهنية والعمرية لمناضلاتها فبقي نشاطها محدودا يكاد يقتصر على بعض الندوات الفكرية والورشات والبيانات الصحفية، ومن أهم ما قامت به في هذا الصدد أنا فتحت مركزا مختصا في التصدّي لكل أنواع العنف المسلط على النساء ومن ضمنه مشكل التحرّش الجنسي.